# Черкаська загальноосвітня школа № 26 імені І. Ф. Момота
Черкаська загальноосвітня школа № 26 імені І. Ф. Момота — загальноосвітній навчальний заклад у місті Черкаси. Починаючи з 2015 року, школу названо на честь одного з випускників, генерал-майора Державної прикордонної служби України І. Ф. Момота.

## Історія
Черкаська Загальноосвітня школа №26 ім. І. Ф. Момота вперше відкрила двері для учнів 1978 року[джерело?].

## Відомі випускники
- Момот Ігор Федорович (1965-2014), український прикордонник, генерал-майор, учасник російсько-української війни, Герой України.
- Моспан Антон Юрійович (1991-2018), випускник 2009 року, старший солдат Збройних сил України, учасник російсько-української війни.